# Fenster
Fenster je dvomjesečnik iz Srijemskih Karlovaca, časopis je Nijemaca iz Vojvodine. Počeo je izlaziti 2003. godine.
Osnovna zamisao je bila da se pokretanje tiskovine visoke uređivačke i novinarske razine, radi poboljšanja i oživljenja komunikacije među Nijemcima u Vojvodini, te rješavanje brojnih potisnutih pitanja i problema, kao što su pomirenje, tolerancija i povjerenje (što stoji u podnaslovu časopisa), zalaganje za dobrosusjedstvo, ali i radi povjesničarskih istraživačkih razloga (kulturni korijeni vojvođanskih Nijemaca), razvijanje i održavanje veza s matičnom zajednicom i očuvanju same zajednice vojvođanskih Nijemaca i njihovog identiteta.

## Vanjske poveznice
- (srp.) Dnevnik  Arhivirana inačica izvorne stranice od 7. prosinca 2004. (Wayback Machine) „Fenster” za pomirenje